# Премия Сэма Адамса
Премия Сэма Адамса ежегодно вручается профессионалам спецслужб, занявшим позицию добросовестности и этики. Премия вручается обществом имени Сэма Адамса «За честность и чистоту в разведке» (Sam Adams Associates for Integrity in Intelligence), группой отставных сотрудников ЦРУ. Она названа в честь Сэмa Адамса (аналитика ЦРУ времен войны во Вьетнаме, который, отстаивая свою правоту, вступил в конфликт со своим начальством) выполнена в виде «подсвечника с белой свечой», вручается ежегодно с 2002 года.
Рэй Макговерн учредил общество имени Сэма Адамса «чтобы вознаградить сотрудников разведки, которые демонстрировали приверженность к истине и честности, независимо от последствий».
В 2012, 2013 и 2014 годах награды были представлены в оксфордском союзе.

## Лауреаты
- 2002: Колин Роули[англ.][5][6]
- 2003: Кэтрин Ган, бывший переводчик британской электронной разведки (ЦПС); утечка сверхсекретной информации, свидетельствующая о незаконной деятельности США во время войны в Ираке[7]
- 2004: Сибель Эдмондс[англ.], бывший переводчик ФБР; уволена после обвинения чиновников ФБР в игнорировании данных разведки, указывающих на планы нападения аль-Каиды на США[8]
- 2005: Крэйг Мюррей[англ.][5]
- 2006: Сэмюэл Прованс[англ.], бывший военный разведчик армии США; высказался о злоупотреблениях в тюрьме Абу-Граиб[9]
- 2007: Эндрю Уилки[англ.], отставной австралийский офицер разведки; утверждал, что данные разведки были преувеличены, для оправдания австралийской поддержки американского вторжения в Ирак[8]
- 2008: Франк Грэвил[англ.], датский осведомитель; утечка секретной информации, которая показывала, что нет явных свидетельств, о наличии оружия массового уничтожения в Ираке[10]
- 2009: Ларри Вилкерсон[англ.], бывший начальник штаба секретаря США Колина Пауэлла и критик войны в Ираке[5]
- 2010: Джулиан Ассанж, главный редактор и основатель WikiLeaks[11][12]
- 2011:
  - Томас Эндрюс Дрейк, бывший старший исполнительный директор АНБ США;
  - Джесселин Рэдэк, бывший советник по этике Департамента юстиции США[13]
- 2012: Томас Фингар, бывший председатель Национального совета по разведке[2]
- 2013: Эдвард Сноуден, утечки материалов АНБ, которые продемонстрировали массовые слежки и вызвали бурную дискуссию в обществе[14][15][16]
- 2014: Челси Мэннинг[17][18] солдат армии США, который был осужден в июле 2013 года нарушений закона о шпионаже.
- 2015: Уильям Эдвард Бинни, бывший высокопоставленный сотрудник разведки в АНБ США, ставший осведомителем.[19]
- 2016: Джон Кириаку, бывший сотрудник ЦРУ, разглаcивший информацию о применении пыток в ЦРУ.
- 2017: Сеймур Херш, журналист-расследователь, лауреат Пулитцеровской премии, сообщивший о резне в Май Лай, скандале в Абу-Грейбе и о предполагаемых искажениях информации применения химического оружия в Гуте в 2013 году, а также об химической атаке Хан-Шейхуне в 2017 году.
- 2018: Карен Квятковски, офицер ВВС США, ставший разоблачителем, сливший материалы для фильма «Шок и трепет».
- 2019: Джеффри Стерлинг, осведомитель ЦРУ, раскрывший подробности операции «Мерлин» (тайная операция по снабжению Ирана ошибочными чертежами ядерной боеголовки).
- 2020: Энни Мачон[англ.], разоблачитель из MI5.
- 2021: Дэниел Хейл[англ.], сержант ВВС США, который стал аналитиком разведки для АНБ в Афганистане и позже раскрыл последствия ударов дронов.
- 2022: Дэниэль Эллсберг, бывший военный аналитик США, который в 1971 году передал газетам «Документы Пентагона», показавшие, что общественность была введена в заблуждение относительно войны во Вьетнаме.
- 2024: Аарон Бушнелл[англ.], старший авиационный техник ВВС США, который совершил акт самосожжения в знак протеста против поддержки США Израиля в войне Израиля и ХАМАСа 25 февраля 2024 года (награждён посмертно).